# Hormony tkankowe
Hormony tkankowe – hormony zwierzęce uczestniczące w lokalnym pozanerwowym sterowaniu działaniem narządów. Należą do nich hormony przewodu pokarmowego (patrz niżej), które regulują wraz z nerwami układu autonomicznego czynności wydzielnicze gruczołów żołądkowych i jelitowych oraz wątroby i trzustki.
| Wybrane hormony tkankowe wydzielane w przewodzie pokarmowym |
| --- |
| - gastryna - sekretyna - cholecystokinina - somatostatyna - GIP (glukozozależny peptyd insulinotropowy) - VIP (wazoaktywny peptyd jelitowy) - glukagon - motylina |